# Franz Ganschow
Franz Ganschow (* 5. Juli 1908 in Charlottenburg bei Berlin; † 8. Juli 1969 in Berlin) war ein deutscher Politiker (SPD).
Franz Ganschow besuchte eine Volksschule und später eine Verwaltungsschule. Er machte eine Ausbildung in der Sozialversicherung. Ab 1922 arbeitete er als Angestellter bei der Allgemeinen Ortskrankenkasse (AOK) Berlin. 1934 wechselte er – ebenfalls als Angestellter – zur Siemens & Halske AG. 1942 wurde Ganschow von der Wehrmacht eingezogen und geriet anschließend in Kriegsgefangenschaft.
Nach dem Zweiten Weltkrieg wurde Ganschow 1946 Abteilungsleiter bei der Versicherungsanstalt Berlin (VAB), der Krankenversicherungsanstalt Berlin und schließlich der AOK Berlin. Bei der ersten Berliner Wahl 1946 wurde er in die Bezirksverordnetenversammlung im Bezirk Charlottenburg gewählt. Im Februar 1949 wurde Max Ganschow (1909–1966) zum Bezirksstadtrat für Jugend in Charlottenburg gewählt, daher rückte Franz Ganschow in die Stadtverordnetenversammlung von Groß-Berlin nach. Auch bei der folgenden Wahl 1950 wurde er in das Abgeordnetenhaus von Berlin gewählt. 1958 schied er aus dem Parlament aus.